# Afrotrewia
Afrotrewia, monotipski biljni rod iz porodice mlječikovki. Jedina je vrsta A. kamerunica iz jugozapadnog Kameruna i Gabona.
I rod i vrsta opisani su 1914.